# Michael R. Marrus
Michael Robert Marrus (geboren 3. Februar 1941 in Toronto; gestorben 23. Dezember 2022 in Toronto) war ein kanadischer Historiker und Hochschullehrer der University of Toronto.

## Leben
Michael Marrus studierte Geschichte in Toronto, erlangte 1964 einen Master an der University of California, Berkeley und wurde dort 1968 promoviert. Er hat später noch einen Master of Laws erworben. Seit 1971 war Marrus mit Randi Greenstein verheiratet, sie hatten drei Kinder. Marrus lehrte Geschichte an der University of Toronto, an der er auch das Amt des Governor innehatte. Er war Gastprofessor am St Antony’s College Oxford, an der Hebräischen Universität Jerusalem, an der UCLA und der Universität Kapstadt.
Marrus forschte zum Holocaust und zur Restitution und hat dazu sechs Bücher und eine Vielzahl von Aufsätzen veröffentlicht. Er war Herausgeber einer neunbändigen Ausgabe von Forschungsergebnissen.
1999 gehörte er der Internationalen katholisch-jüdischen Historikerkommission aus drei Katholiken und drei Juden an, die die zwischen 1963 und 1981 entstandene Aktenedition Actes et documents du Saint-Siège relatifs à la Seconde Guerre mondiale zum Verhalten des Vatikans in der Zeit des Nationalsozialismus auf ihre Vollständigkeit untersuchen sollte. Die Gruppe stellte 2001 das Projekt unverrichteter Dinge ein, da die vatikanischen Behörden nicht im erwarteten Umfang kooperierten und Archivbestände freigaben. Der Vatikan bestritt diese Darstellung.
Er schrieb Rezensionen für die Canadian Historical Review und veröffentlichte auch in der Financial Times. Marrus’ Forschung über die Juden in Vichy-Frankreich, ein Buch, das er gemeinsam mit Robert Paxton geschrieben hatte, erhielt 1982 den National Jewish Book Award. Marrus erhielt daraufhin auch ein Guggenheim-Stipendium. 2008 wurde er in den Order of Canada aufgenommen. Marrus war Fellow der Royal Society of Canada.

## Schriften (Auswahl)
- Lessons of the Holocaust. Vorwort von Margaret MacMillan. Toronto: University of Toronto Press, 2015
- Nansen-Pass. In: Dan Diner (Hrsg.): Enzyklopädie jüdischer Geschichte und Kultur (EJGK). Band 4: Ly–Po. Metzler, Stuttgart/Weimar 2013, ISBN 978-3-476-02504-3, S. 313–315.
- The Nuremberg war crimes trial, 1945–46: a documentary history. Boston: Bedford Books, 1997
- Samuel Bronfman: The Life and Times of Seagram's Mr. Sam. Hanover: Brandeis University Press, 1991
- The Nazi Holocaust: Historical Articles on the Destruction of European Jews. 9 Bände. 1989
  - The "Final Solution" outside Germany Westport: Meckler, 1989
  - Public opinion and relations to the Jews in Nazi Europe. Westport: Meckler, 1989
- The Strange Story of Herschel Grynszpan. In: The American Scholar. Vol. 57, No. 1, Winter 1987/1988, ISSN 0003-0937, S. 69–79.
- The Holocaust in History. Hanover, NH: University Press of New England, 1987
- The unwanted: European refugees in the twentieth century. New York: Oxford University Press, 1985
  - Die Unerwünschten. Übersetzung Gero Deckert. Berlin: Schwarze Risse, Rote Strasse, VLA, 1999
- mit Robert Paxton: Vichy France and the Jews. New York: Basic Books, 1981
- The politics of assimilation: a study of the French Jewish community at the time of the Dreyfus Affair. Oxford, Clarendon Press, 1971